# Вулиця Волинської дивізії (Рівне)
Вулиця Волинської Дивізії — вулиця в місті Рівне, названа на честь Волинської дивізії Армії УНР, що боронила українські землі від навали московсько-більшовицьких військ в часи Перших визвольних змагань.

## Зображення

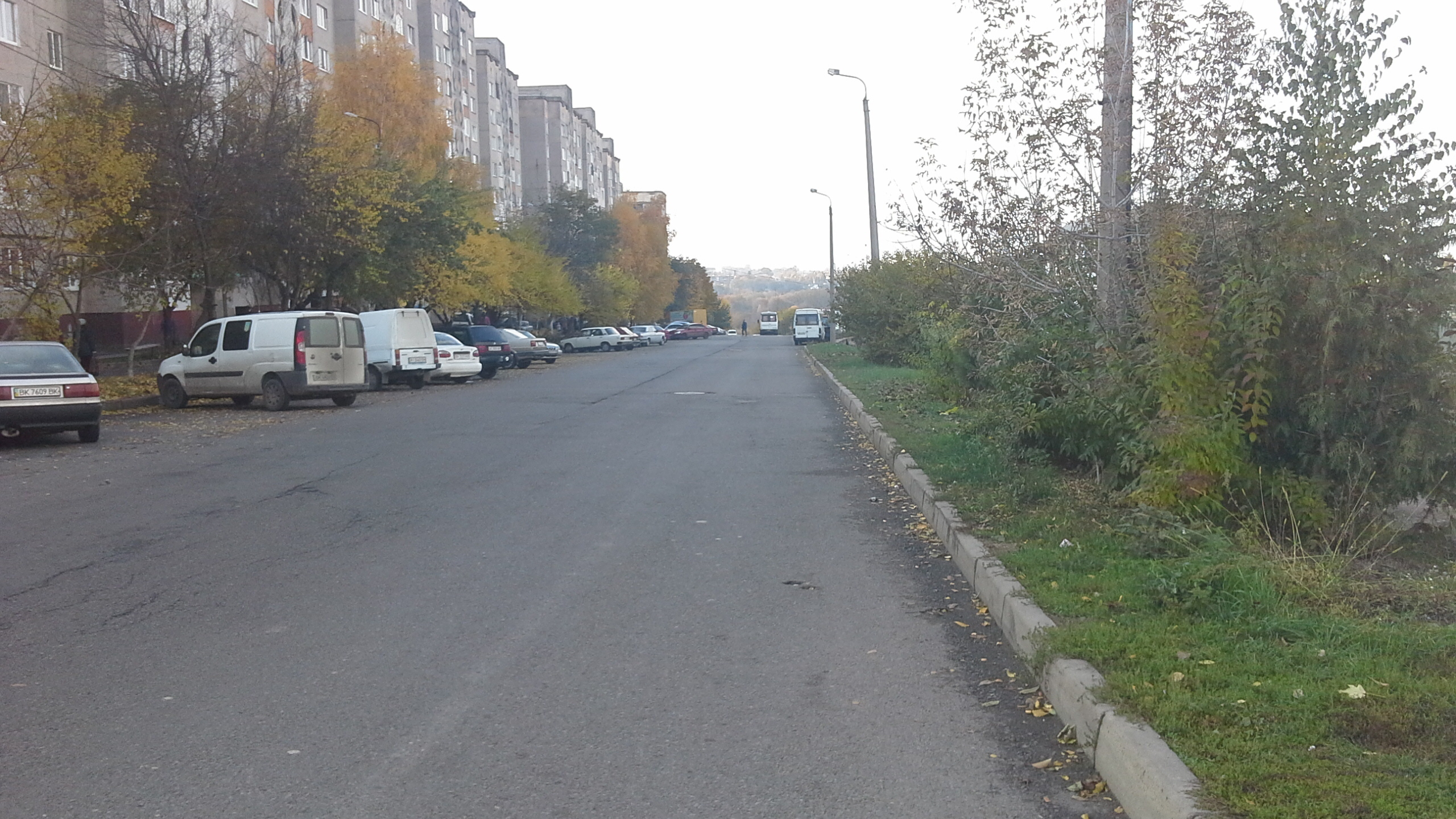
Вигляд вулиці Волинської Дивізії
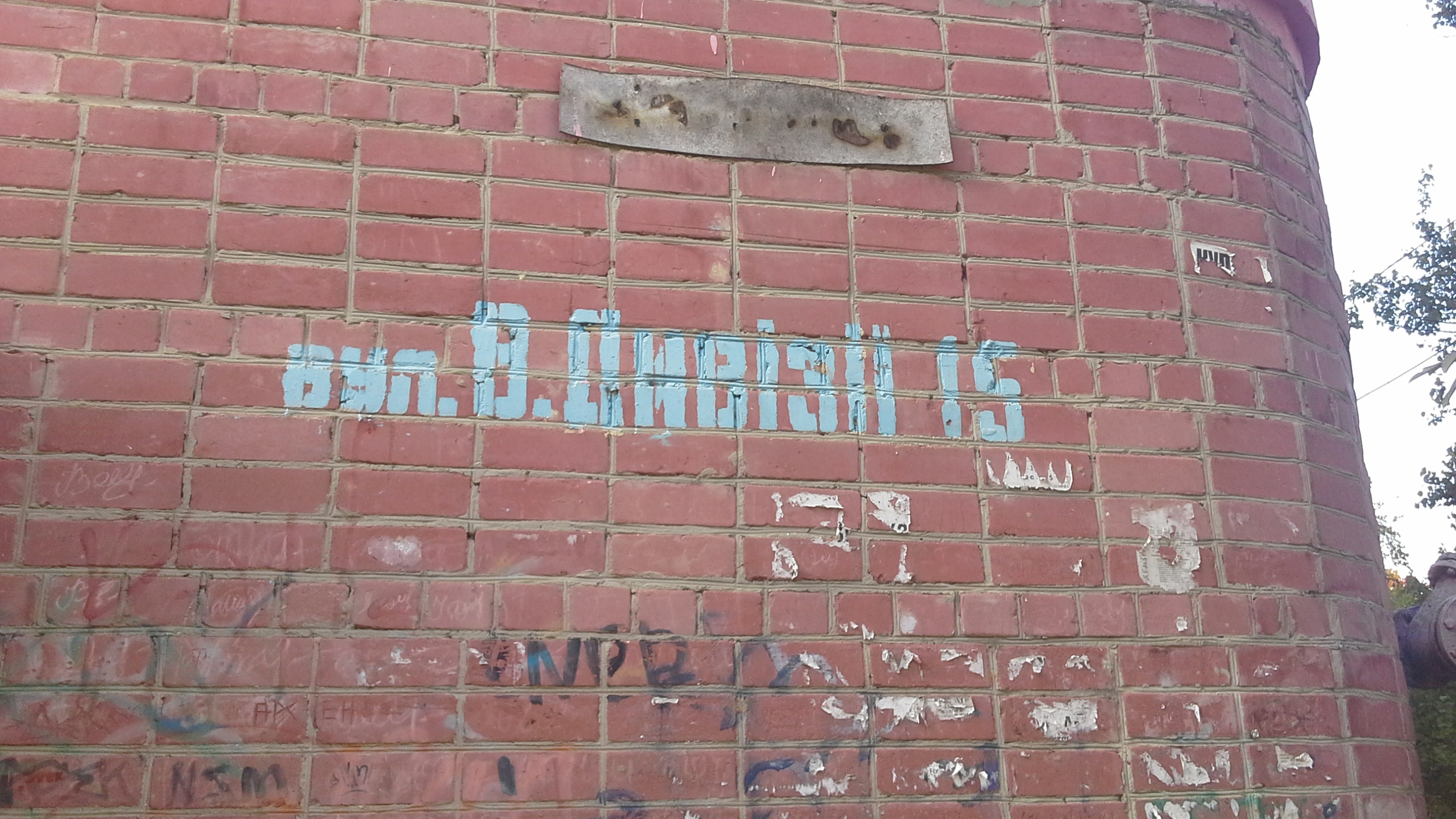
Вказівник на вулиці Волинської Дивізії